# Operació Trident
L'Operació Trident va ser el nom donat a una operació militar combinada de forces de l'Exèrcit, Marina i Força Aèria, transcorreguda al gener de 1964 durant la guerra colonial a Guinea Bissau, l'objectiu era ocupar les tres illes que conformen la regió de Como: Caiar, Como i Catungo, que des de 1963 estaven sota el control de la guerrilla del Partit Africà per la Independència de Guinea i Cap Verd.

## Desenvolupament de l'operació
Aquesta operació fou dividida en tres fases:
1. La primera va començar el 15 de gener i va consistir en els desembarcaments dels grups, recolzats per la Força Aèria i l'artilleria, des d'una base a Catió;
2. En la segona fase, les forces portugueses porten a terme operacions de patrullatge a les illes, del 17 al 24 de gener;
3. Una tercera fase, de 24 de gener a 24 de març, en la que esforços es van centrar en l'illa de Como, on es van produir els enfrontaments més intensos, novament amb el suport d'artilleria i força aèria.

Quant als equips mobilitzats, va comptar amb la participació de la fragata NRP Nuno Tristão al llarg de l'illa de Como, a més d'altres vaixells i embarcacions, un helicòpter Alouette II per a les operacions de transport i evacuació de ferits, els F-86 Sabre, caces bombarders de la Base Aèria N. 12 (AB12) de Bissau, i aeronaus T-6 Harvard en suport tàctic constant i Dornier DO-27. També va comptar amb la mobilització d'alguns Lockheed P-2 Neptune de guerra antisubmarina de base de Montijo per l'AB12 per al bombardeig nocturn, i un avió de transport de càrrega  Douglas C-47, que pertanyia a l'AB12.
D'acord amb un informe mèdic d'una de les companyies «dels 151 homes que van participar en l'Operació Trident, són en tractament 132», que descriu les condicions sanitàries i climàtiques d'insalubritat a que estaven subjectes els militars.